# Horst-Dieter Krasshöfer
Horst-Dieter Krasshöfer (* 27. Oktober 1952 in Dortmund) ist ein deutscher Jurist und ehemaliger Richter am Bundesarbeitsgericht.

## Leben und Wirken
Krasshöfer ließ sich zunächst als Bankkaufmann ausbilden, bevor er das Studium der Rechtswissenschaften aufnahm. Nach dem Abschluss seiner juristischen Ausbildung trat er 1984 als Arbeitsrichter in den Justizdienst des Landes Nordrhein-Westfalen ein. Dort wurde er an verschiedenen Arbeitsgerichten im Bezirk des Landesarbeitsgerichts Hamm eingesetzt. Nach einer Abordnung als wissenschaftlicher Mitarbeiter an das Bundesarbeitsgericht von 1992 bis 1994 wurde Krasshöfer im März 1999 zum Direktor des Arbeitsgerichts Rheine ernannt. Es folgte eine Abordnung als Richter an das Landesarbeitsgericht Hamm. Im September 2002 wurde er zum Richter am Bundesarbeitsgericht ernannt und zunächst dem 7. Senat zugewiesen. Später wechselte er in den vor allem für Urlaubsrecht, Altersteilzeitrecht und dem Recht der Änderung der Arbeitszeit zuständigen 9. Senat. Zu dessen stellvertretenden Vorsitzenden wurde er 2006 ernannt. Zudem war er langjähriges Mitglied des Präsidiums. Mit Ablauf von April 2018 trat Krasshöfer in den Ruhestand. Zudem kommentierte er in einschlägigen Fachkommentaren unter anderem zum BetrVG und zum ArbGG.